# والنتین یوردانف
والنتین یوردانف (به بلغاری: Валентин Йорданов) (زادهٔ ۲۶ ژانویهٔ ۱۹۶۰) کشتی‌گیر بازنشسته و مدیر ورزشی اهل بلغارستان است. یوردانف یکی از بهترین کشتی‌گیران تاریخ و از پرافتخارترین ورزشکاران بلغاری تمام ادوار است. او در دوران فعالیت ورزشی خود در دستهٔ ۵۲ کیلوگرم کشتی آزاد، برندهٔ مدال طلای المپیک ۱۹۹۶ آتلانتا و مدال برنز المپیک ۱۹۹۲ بارسلون شد. او همچنین قهرمان هفت دورهٔ مسابقات قهرمانی کشتی جهان و نیز هفت دورهٔ مسابقات قهرمانی کشتی اروپا است. 
یوردانف از ده سالگی کشتی را آغاز کرد. وی اولین قهرمانی اروپای خود را در سال ۱۹۸۰ و اولین قهرمانی جهان خود را در ۱۹۸۳ به دست آورد. او چهار بار در فینال رقابت‌های جهانی با کشتی گیران ایران روبرو شد. اولین بار در فینال سال ۱۹۸۹ در مارتینی بر مجید ترکان پیروز شد، سال بعد از آن دوباره در رقابت‌های جهانی توکیو با ترکان روبرو شد که کشتی را به او واگذار کرد و به مدال نقره رسید. سومین بار در مسابقات جهانی ۱۹۹۳ تورنتو با غلامرضا محمدی در فینال روبرو شد که او را شکست داد. آخرین بار هم در سال ۱۹۹۵ در آتلانتا باز هم با پیروزی بر غلامرضا محمدی به مدال طلای جهان رسید.
یوردانف بین سال‌های ۱۹۹۸ تا ۲۰۰۷ رئیس فدراسیون کشتی بلغارستان بود. وی از سال ۱۹۹۰ در آمریکا زندگی می‌کرد اما برای بلغارستان مسابقه می‌داد. جان دوپون میلیاردر و ورزشکار آماتور آمریکایی که در سال ۲۰۱۰ درگذشت در وصیتی ۸۰ درصد اموال خود را به یوردانف و خانوادهٔ او بخشیده بود.
یوردانف در سال ۲۰۱۳ پس از اعلام حذف ورزش کشتی از المپیک، مدال طلای خود را برای کمیته بین‌المللی المپیک پس فرستاد.